# Reichenauer Glossen
Die Reichenauer Glossen sind Ende des 8. Jahrhunderts in Nordwestfrankreich (eventuell Benediktinerabtei Corbie) entstandene Glossen bzw. Glossare, die Übersetzungen von klassischem Latein in das zu dieser Zeit gebräuchliche Vulgärlatein bzw. Altfranzösisch auflisten und somit wichtige Bindeglieder in der Sprachentwicklung liefern:
forum → mercatum ‚Markt‘ (französisch marché)
isset → ambulasset‚ er ging‘ (vgl. italienisch ambiasse‚ er ging im Passgang‘, rumänisch umblase‚ er war geschlendert‘)
liberos → infantes ‚Kinder‘ (französisch enfants)
pulchra → bella ‚schön‘ (französisch beau m., belle f.)
id → hoc, ‚dieses‘ (französisch oui)
Die Glossen enthalten neben romanischen und lateinischen Wörtern auch (latinisierte) altniederländische Fragmente.
Überliefert sind sie in der Glossenhandschrift Cod. Augiensis CCXLVIII der Badischen Landesbibliothek in Karlsruhe.